# باول ديفيد ويلسون
باول ديفيد ويلسون (بالإنجليزية: Paul David Wilson)‏ هو كاتب أغاني ومنتج أسطوانات وملحن وشاعر أمريكي، ولد في 30 أغسطس 1952 في شيكاغو في الولايات المتحدة.

## وصلات خارجية
- باول ديفيد ويلسون على موقع ميوزك برينز (الإنجليزية)
- باول ديفيد ويلسون على موقع ديسكوغز (الإنجليزية)